# إدواردو أوليفيرا (لاعب كرة قدم مواليد 1972)
إدواردو أوليفيرا (بالفرنسية: Eduardo Oliveira)‏ هو لاعب كرة قدم برازيلي وفرنسي في مركز الدفاع، ولد في 28 سبتمبر 1972 في ساو باولو في البرازيل. لعب مع أونياو ليريا ونادي إستر ونادي بريست ونادي سانت إتيان ونادي سيدان ونادي مارتيغ.

## وصلات خارجية
- إدواردو أوليفيرا (لاعب كرة قدم مواليد 1972) على موقع قاعدة بيانات كرة القدم.إي يو (الإنجليزية)
- إدواردو أوليفيرا (لاعب كرة قدم مواليد 1972) على موقع ليكيب (الفرنسية)